# Jan Klaassens
Jan Klaassens (Venlo, 9 aprile 1931 – 12 febbraio 1983) è stato un calciatore olandese, di ruolo centrocampista.